# USS Champlin (DD-601)
«Чамплін» (англ. USS Champlin (DD-601) — військовий корабель, ескадрений міноносець типу «Бенсон» військово-морських сил США за часів Другої світової війни.
«Чамплін» був закладений 31 січня 1942 року на верфі Бетлегем стіл корпорейшн, Fore River Shipyard, Квінсі, де 25 липня 1942 року корабель був спущений на воду. 12 вересня 1942 року він увійшов до складу ВМС США.

## Історія
12 березня 1943 року «Чамплін» вийшов з есмінцями «Рован», «Мейрант», «Вейнрайт», «Тріпп», «Райнд» і «Хоббі» на супровід конвою UGS 6. У результаті нападу німецьких «вовчих зграй» на транспортний конвой з 45 суден чотири суховантажні судна були потоплені, ще одне дістало пошкоджень. Есмінець «Чамплін» потопив німецький підводний човен U-130 оберлейтенанта-цур-зее З.Келлера.
7 квітня 1944 року у Північній Атлантиці південно-східніше Бостона американські есмінці «Чамплін» і «Гус» глибинними бомбами потопили німецький підводний човен U-856.